# محمدحسین شاکر
محمدحسین شاکر (زادهٔ ۱۳۰۷ در شیراز) سرلشکر نیروی زمینی ارتش جمهوری اسلامی ایران و سومین رئیس ستاد مشترک ارتش از تیر تا دی ۱۳۵۸ بود.
او پیش از انقلاب ۵۷ ایران با درجهٔ سرتیپی معاون دانشکدهٔ افسری بود. پس از انقلاب، ابتدا بازنشستهٔ اجباری شد اما کمی بعد به عنوان سومین رئیس ستاد مشترک ارتش جمهوری اسلامی ایران گماشته شد و به درجهٔ سرلشکری رسید.
دوران ریاست وی کوتاه بود و از تیر ماه تا دی ماه سال ۵۸ به مدت کمتر از شش ماه طول کشید. پیش از او سرلشکر ناصر فربد سمت ریاست ستاد کل ارتش را به عهده داشت و پس از وی سرلشکر محمدهادی شادمهر به فرمان آیت الله خمینی به ریاست ستاد مشترک گمارده می‌شود. 
وی اولین فردی است که در جمهوری اسلامی ایران موفق به گرفتن درجهٔ سرلشکری می‌شود. در جلسهٔ افتتاحیهٔ مجلس خبرگانی که برای تدوین قانون اساسی تشکیل شده بود وی به عنوان عالی‌ترین مقام ارتش با درجهٔ سرتیپی حضور داشت.